# 야파

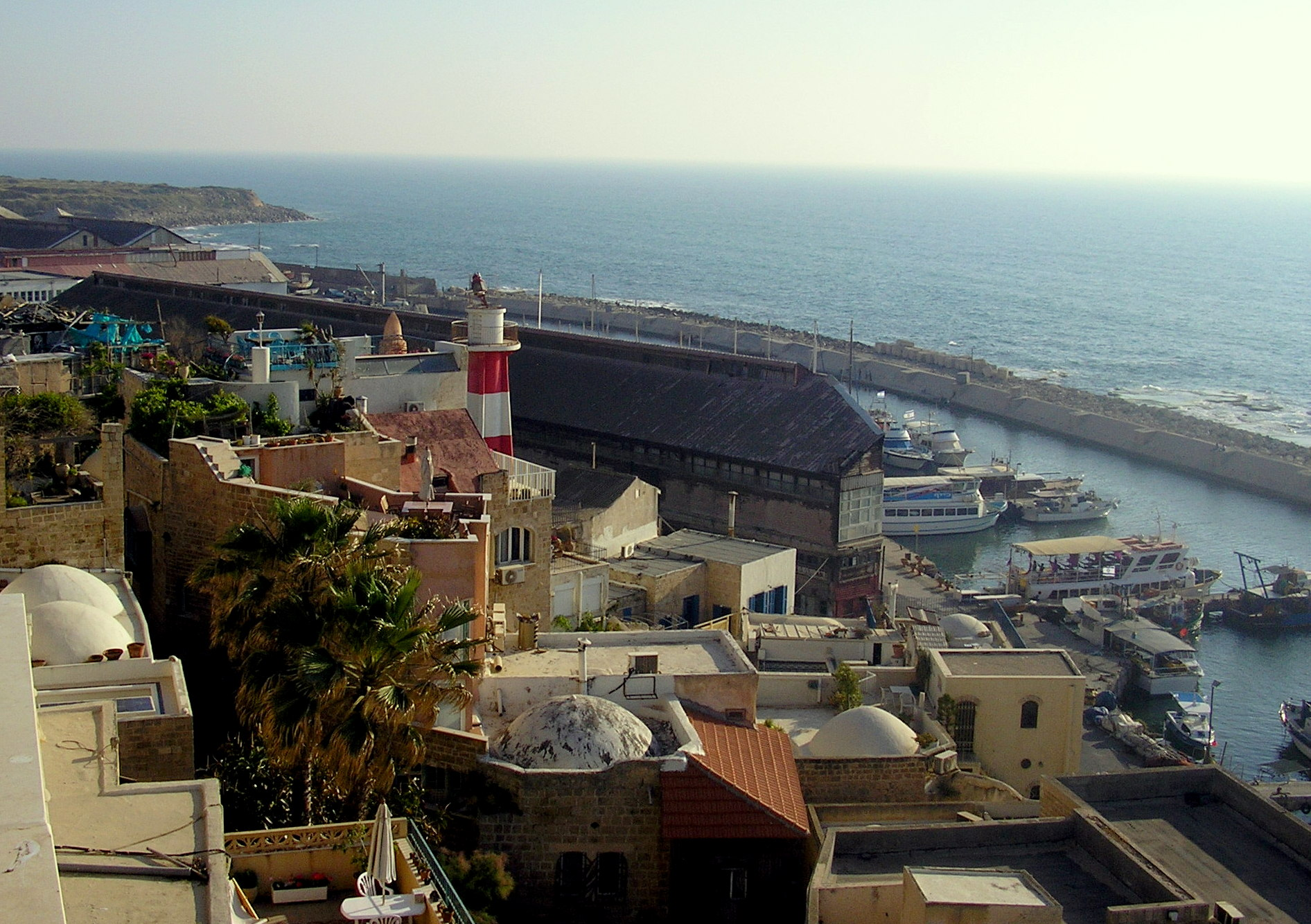
야파 시가지

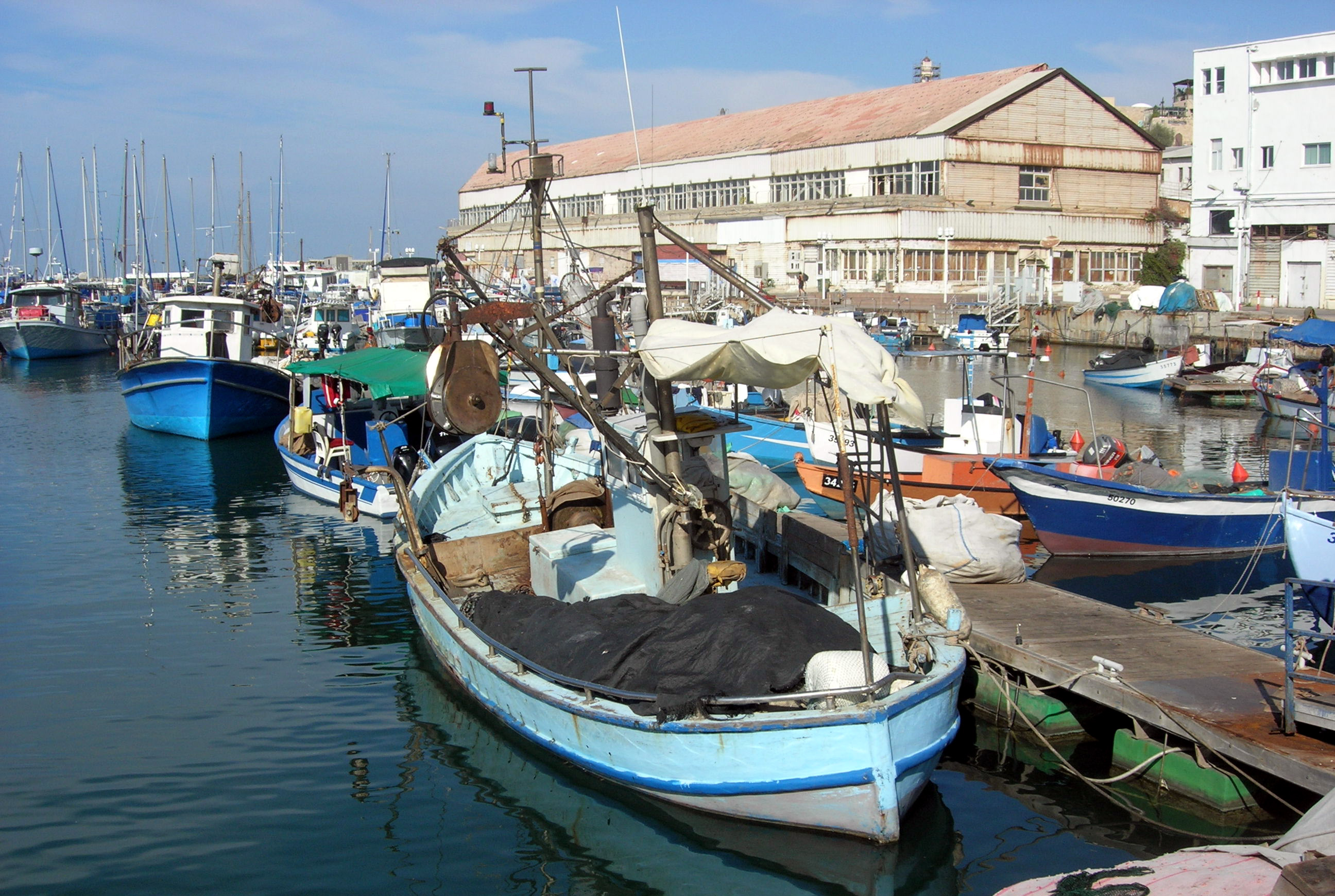
야파 항

야파(Jaffa, 히브리어: יָפוֹ, Yāfō 야포, 아랍어: يَافَا, Yāfā 야파[*])는 이스라엘 텔아비브 구에 위치한 도시로, 행정 구역상으로는 텔아비브에 속하는 도시이며 세계에서 가장 오래된 항구 도시 가운데 하나이다. 라틴어로는 야포(Japho), 요파(Joppa)라고 표기하기도 한다.

## 역사
기원전 7500년부터 사람이 살기 시작한 것으로 추측되며 청동기 시대에 천연항이 들어섰다. 기원전 1440년 고대 이집트의 파라오 투트모세 3세에 정복되었으며 기원전 800년까지 고대 이집트의 지배를 받았다. 히브리어 성경에 4차례 등장한다.
가나안과 블레셋의 지배를 받았지만 다윗과 그의 아들인 솔로몬에게 정복되고 만다. 히스기야의 재위 시기였던 기원전 701년 아시리아의 왕 센나케립이 야파를 침공했다. 로마 제국과 비잔틴 제국의 지배를 받았고 나중에는 예루살렘 왕국의 지배를 받게 된다. 1187년 살라딘이 야파를 정복하기도 했지만 1191년 십자군이 탈환했다. 1515년 오스만 제국에 정복되었고 1917년 영국의 위임통치령에 편입되었다.
1950년까지는 텔아비브와 별개의 지방 자치체로 남아 있었지만 1950년 북쪽에 있는 텔아비브 시와 남쪽에 있는 야파 시가 합병되면서 텔아비브야파 시가 신설되었다.